# Соснівська сільська рада (Літинський район)
| Соснівська сільська рада — колишній орган місцевого самоврядування у Літинському районі Вінницької області з адміністративним центром у с. Сосни. Сільській раді підпорядковані населені пункти: - с. Сосни - с. Білозірка - с. Городище - с. Літинські Хутори |

## Склад ради
Рада складається з 16 депутатів та голови.

## Керівний склад сільської ради
| ПІБ                          | Основні відомості                                                 | Дата обрання | Дата звільнення |
| ---------------------------- | ----------------------------------------------------------------- | ------------ | --------------- |
| Мудріцька Світлана Василівна | Сільський голова, 1964 року народження, освіта, позапартійна      | 26.03.2006   | 31.10.2010      |
| Мудріцька Світлана Василівна | Сільський голова, 1964 року народження, освіта вища, позапартійна | 31.10.2010   |                 |

Примітка: таблиця складена за даними джерела